# بهلا
واحة بهلاء، هي إحدى ولاياتمحافظة الداخلية (سلطنة عمان) التي تتميز بأفلاجها وكثافة نخيلها، وهي مزيج من عناصر بيئية عديدة هيأت للإنسان العماني الظروف الملائمة لممارسة نشاطه بها، وهي واحة نخيل مسورة ومحصنة بسور دفاعي تتكون من عدد من الحارات ولكل من هذه الحارات أيضا مداخل خاصة بها تتحكم بالدخول والخروج منها، وتوجد داخل الواحة حوالي (18) حارة ونتيجة للتطورات المتلاحقة فقد تأثر عدد من تلك الحارات، وعلميا اشتهرت بهلا بتخريج العديد من العلماء الذين أثرو الساحة الفكرية في عمان، وتعدوها إلى ليبيا، تونس، الجزائر، وعدد من الدول، فقد استقطبت مدرسة محمد بن بركة قرابة أربعين أو خمسين طالباً من تلك البلدان.
تبرز القلعة الجامع القديم في ارتفاع تلة وسط الواحة المسورة فيما يقع سوق بهلا القديم إلى الغرب من القلعة مباشرةً، وتتوزع مصانع الفخار في الأجزاء الشمالية من الواحة.
وقد كانت قلعة بهلا أول موقع بسلطنة عمان يضم إلى قائمة التراث العالمي في عام 1987م وشمل ذلك واحة بهلا بأكملها أي كل ما أحاط به سور بهلا وما احتواه من معالم معمارية أو أثرية أو ثقافية مادية أو غير مادية وتحتوي واحة بهلا على العديد من العناصر منها قلعة بهلا والمسجد الجامع والسور مدارس القرآن الكريم والمساجد القديمة الأفلاج وبها سوق تقليدي وعدد من مراكز صناعة الفخار القديمة في عمان بل إن لها طرازا خاصا من الفخار عرف لدى علماء الآثار بطراز بهلا، صناعة النسيج من قطن وصوف وصباغة الملابس.
وتأريخ مدينة بهلا ضارب في القدم ويصعب شرحه وفهمه دون النظر إلى محيطه، فهي مدينة انفردت عن غيرها من المدن العمانية بسورها الذي يطوقها وقلعتها التي أُرجع بناء أجزاء منها لفترات ما قبل الإسلام حتى اسمها اِختلف فيه الكثير من الباحثين في الأصل الذي اشتق منه وكتب حوله ما كتب من البحوث والمقالات وازدادت الآراء يوما بعد يوم، لذا لا نود الدخول هنا في تفاصيل حول تاريخ هذه المدينة ونكتفي بالملامح العامة. ويعتبر سور بهلاء ثاني أطول سور في العالم بعد صور الصين العظيم.

## الموقع وصلاته التاريخية بمحيطه
تقع ولاية بهلا في محافظة الداخلية من سلطنة عمان، وهي التسمية القديمة التي تطلق على المنطقة من جنوب الجبال غرب بهلا حتى ازكي، يُساير الواحة من جهة الغرب وادي بهلا فيما ترتفع الجبال محيطة بها من معظم الجهات تقريبا، وتتخلل الواحة بعض الشعاب التي تصب في الوادي، وقد ساعدها هذا الموقع لتكون حلقة وصل بين المناطق المجاورة لها وخاصة إذا علمنا أنها قريبة من مواقع حضارية قديمة في عبري.
توجد خارج واحة بهلا وبالقرب منها العديد من المواقع الأثرية القديمة كالتي توجد في بسيا على ضفاف وادي بهلا حيث كشفت المسوحات والحفريات الأثرية عن وجود إنشاءات دفاعية دائرية مشيدة بالحجارة منذ الألف الثالث ق.م. كما كشف عن بناء دفاعي يعود للألف الأول ق.م، وبالقرب من بسيا يوجد موقع (سلوت) الذي يعتبر من أشهر المواقع في تاريخ عمان القديم، حيث توجد بقايا حصن يجثم فوق قمة تل ولعل هذا الحصن ظل مأهولا بالسكان باستمرار من الألف الأول ق.م حتى القرن الثاني عشر هـ / الثامن عشر م، ويبدو أن الفترات الرئيسة الثلاث في سلوت تشمل: أولا المستوطنين الأوائل خلال الفترة الأخمينية؛ ثانيا استخدامها كحصن من جانب الحكام النباهنة؛ ثالثا: استخدامها كحصن خلال حكم اليعاربة. ومن المعلوم أن سلوت هي المنطقة التي اشتبك فيها الأزد بقيادة مالك بن فهم مع الفرس، ونستدل من خلال هذه المواقع ما لهذه المدينة من أهمية إستراتيجية من خلال موقعها. قد يرى البعض منكم أن ما ذكر من معلومات أثرية بالأعلى تقع خارج نطاق واحة بهلا ولكننا نسوقها كأدلة على أن التأثيرات الفارسية في عمارة قلعة بهلا كان لها مثيل بالمناطق القريبة المحيطة بالواحة فمن المؤكد وجود تأثيرات فارسية بقلعة بهلا سواء من النواحي المعمارية المتبقية بالقلعة حتى يومنا، أو من خلال ما أثبتته الحفريات الأثرية التي قامت بها وزارة التراث والثقافة بالقلعة خصوصا في جزئها القديم المعروف بالقصبة وعلى سبيل المثال تم العثور على تماثيل لفارس يمتطي جوادا وهي تماثيل ذات تأثير ساساني متأخر.

## سور الواحة
لعل أهم ما يميز هذه الواحة عن غيرها من الواحات العمانية احاطتها وتحصينها بسور دفاعي ذو استحكامات فريدة يمتد لمسافة 13 كيلومتر مزود بأبراج وغرف للجند ومرامي للسهام أو البنادق وهذا السور قديم لا يعرف تاريخ لإنشائه وله سبعة أبواب رئيسة منها: باب البادي _ باب السيلي _ باب الصباح _ باب البطحاء _ باب الخرزبان، ويتجه البعض إلى أن هذا السور قد تم انشاؤه في فترة التواجد الفارسي بالمنطقة والبعض يرى بناءه من قبل النباهنة الذين اتخذو من بهلا عاصمة لهم.
ان المتتبع لخط سير سور بهلا والطريقة التي يطوق بها الواحة يدرك جيدا مدى الدقة والابداع في تحصين الواحة بطريقة دفاعية فريدة تتخلل التلال أحيانا وتقطع الأودية في أماكن أخرى، وزود السور بالابراج وغرف الحراسة والجند والسلالم والمداخل التي وزعت بطريقة محكمة جعلت من الصعوبة النفاذ إلى داخل الواحة أو محاولة اقتحامها، وكان لهذا السور نظام معين متبع لصيانته والحفاظ عليه وقد تم مقارنة نمط تحصين هذه الواحة باعتبارها واحدة من أجمل ثلاث مدن مسورة في العالم في كل من كرواتيا وفرنسا وسلطنة عمان.

## قلعة بهلا
تجثم قلعة بهلا في تلة مرتفعة متوسطة واحة النخيل مما يزيد هذه القلعة الطينية العملاقة شموخا وعلوا، والقلعة هي عبارة عن مبنى مثلث الشكل تقريباً تبلغ واجهتها الجنوبية حوالي 112.5 م في حين تبلغ الواجهة الشرقية لها حوالي 114م ويبلغ طول السور الشمالي الغربي المقوس حوالي 135م في مداه من البرج الشمالي حتى برج الريح، ويعود تاريخ بناء قلعة بهلا إلى فترات متفاوتة من الزمن فمنها ما يعود إلى ما قبل الإسلام وتحديدا الجزء الشرقي الشمالي من القلعة وهو ما يعرف ب (القصبة)، أما الجزء الشرقي الجنوبي يعود بنائه إلى عصر الدولة النبهانية هذه الأسرة التي حكمت عمان زهاء خمسة قرون، واتخذت من بهلاء عاصمة لهم في فترة من فترات حكمهم أما بيت الجبل الكائن في الزاوية القريبة من شمال الحصن فقد تم بناؤه في العقد الأخير من القرن الثاني عشر الهجري القرن الثامن عشر الميلادي، في حين إن بيت الحديث تم بناؤه في منتصف القرن الثالث عشر الهجري التاسع عشر الميلادي.
والقلعة مبنية بالطين ويندر استخدام الصاروج بها عدا في بعض الأجزاء البسيطة منها، ومما يميز قلعة بهلا مساحتها الكبيرة والتلة التي تغطيها مما أكسبها لقب أكبر وأقدم القلاع العمانية، والقلعة في الوسط مفتوحة على السماء نظرا لكونها تحيط بتلة صخرية كبيرة، وهي كسور الواحة لا يعرف تاريخ لبنائها، إلا أننا نجد أن التأريخ المعماري لهذه القلعة التي تعتبر من أقدم القلاع العمانية مزيج من عدة فترات تأريخية ممتدة من عصور ما قبل الإسلام وحتى عهود قريبة، لذا فان تلك التداخلات المعمارية والتأثيرات الخارجية في عمارة قلعة بهلا والأثار المكتشفة بها أكسبها أهمية كبيرة خلافا للعديد من القلاع العمانية، وبالقلعة حوالي سبعة أبار، وخمسة أبراج، وهي تتكون من ثلاثة أجزاء رئيسية تقريبا حسب المتعارف عليه؛ إلا أننا نجد تضاربا من مصدر لآخر في تحديد مواقع هذه الأجزاء من القلعة حتى في أفضل الدراسات التي أجريت حول قلعة بهلا والتي تم نشرها، وبعد البحث والتقصي والاطلاع المباشر فإننا نحدد هذه الأجزاء كما يلي:
أولا الجزء القديم أو القلعة القديمة وتعرف بالقصبة وهي أقدم أجزاء قلعة بهلا، وتقع في الزاوية الجنوبية الشرقية، وتأخذ الشكل المستطيل تقريبا، وإذا نظرنا اليه منفردا عن باقي الأجزاء نلحظ استقلاله بدفاعاته فهو مزود بأبراج في ثلاث زوايا وله بوابة من جهة الشرق هي البوابة القديمة للقلعة والتي تم إغلاقها في زمن النباهنة، ويُرجع البعض هذا الجزء للعصر النبهاني ويرجعه الكثيرون إلى عهد التواجد الفارسي في عمان قبل الإسلام، ولا نستبعد ذلك فكما ذكرنا سابقا فان للفرس تواجد في سلوت القريبة من بهلا، ولذا ليس من المستبعد إنشاؤهم لهذه القلعة للسيطرة على الواحة التي تتحكم في المعبر المؤدي غربا إلى مواقع مهمة في عبري وشمالا إلى مناطق أخرى.
الجزء الثاني من القلعة هو بيت الجبل الذي يأخذ امتداد الزاوية الجنوبية الغربية، ويرجع تاريخ إنشائه للقرن 12هـ / 18م، ويقع برج الريح في الطرف الجنوبي من هذا الجزء من القلعة.
الجزء الثالث هو البيت الحديث الممتد بين القصبة وبيت الجبل، ويعود البيت الحديث لمنتصف القرن 13هـ / 19م، وكانت أعمال الترميم التي قامت بها الوزارة قد كشفت عن مزيد من الغرف المدفونة بأكملها في طابقه السفلي، وبه العديد من الغرف والمنشآت الخدمية.
يقع المدخل الحالي للقلعة أو ما يعرف بالصباح بين هاذين الجزئين من القلعة أي بين بيت الجبل وبيت الحديث مزود بفتحات علوية لصب الزيت أو الماء أو العسل المغلي، ويحوي الصباح مصاطب لجلوس الحرس الذين يصطفون على جانبي الصباح من الداخل.
هذا بالإضافة إلى إنشاءات أخرى جهة الشمال من القلعة تمثل أسوار دعمت ببرجين، ومبانٍ أخرى من هذه الناحية تمثل سجون ومرابط للخيل، وقد اتخذ حكام النباهنة من هذه القلعة مقراً لإقامتهم عندما كانت بهلا عاصمة لعمان في بعض فترات حكمهم. ولعل قرب القلعة الواضح من المنازل المحيطة بها والسور الوحيد الذي يضمها جعلها عرضة لمخاطر مشتركة أثناء محاولات الهجوم على القلعة في فترات الحروب.
وقد كشفت الحفريات التي أجرتها وزارة التراث والثقافة بقلعة بهلا في عامي 1993م و1997م عن نتائج مهمة، سواء من حيث القدم التي تمثله القطع المكتشفة وأهميتها، أو النتائج الباهرة التي كشفت عن الأرضيات التي بنيت عليها القلعة، وبكل تاكيد فان نتائج هذه الحفريات ستؤدي إلى إعادة النظر في تأريخ الفترات التي أرخت بها قلعة بهلا حيث تم الكشف عن طبقات استيطانية مختلفة وعثر على تمثال مهشم من الفخار لفارس يمتطي جوادا، وهي تماثيل ذات تأثيرات ساسانية، وعثر على قطعة مزخرفة من الحجر الصابوني. وعثر على جرة كبيرة من الفخار لخزن التمور أو جمع العسل وقطع من الفخار المحلي والبورسلين الصيني.
وقد مر الحصن بأربع فترات ترميم أول هذه الترميمات كانت في العصر النبهاني، وربما كان ذلك في عهد الملوك المتأخرى ن منهم، أما الترميم الثاني فكان في عهد الإمام ناصر بن مرشد اليعربي (1034هـ - 1059هـ/ 1624 – 1649م) وقد ذكرت بعض الروايات بأن الحصن في عام 1610م قد تحول إلى أنقاض أي قبل ترميمه من قبل الإمام اليعربي، وكان الترميم الثالث في عهد الإمام عزان بن قيس البوسعيدي 1868م، في حين أن آخر هذه الترميمات تمت عندما أدرج الموقع ضمن قائمة التراث العالمي والحصن بشكله الرائع وأبراجه وأسواره العالية التي تجثم فوق الصخرة العالية تجعله أروع بناء تحصيني في عمان على الإطلاق.

## المسجد الجامع
بالقرب من القلعة وفي تلة منفردة يبرز جامع بهلا القديم الذي كان يعتبر الجامع الرئيسي للمدينة ويُرجع البعض تاريخ إنشائه إلى عهد الخليفة عمر بن الخطاب (رضي الله عنه) مع أننا لم نجد دليلا على ذلك حتى الآن، إلا أن أقدم تأريخ مكتوب كشف عنه حتى الآن في إحدى الأسطوانات ويحمل عام 528هـ ويعتبر هذا التاريخ أقدم تأريخ مكتوب يتم تسجيله في منشأة معمارية بالسلطنة حتى الآن بعد التاريخ السابق الذي سجل في جامع سعال بنـزوى ويحمل عام 650هـ وقد تخرج من الجامع العديد من العلماء والفقهاء على مدى قرون من الزمن.
وكانت وزارة التراث والثقافة قد أجرت العديد من عمليات البحث والتقصي لقراءة الكتابات التي تملا حوائط وأعمدة الجامع، وقد تم الكشف عن العديد من التواريخ المهمة لحوادث جرت في مدينة بهلا وفي عمان بأسرها وتحمل تواريخ العديد من الغزوات وتواريخ وفيات شخصيات شهيرة في تأريخ عمان، ان لهذه الكتابات بعداًً تأريخيا وثقافيا واجتماعيا وستؤدي حتما إلى تغيير وإضافة العديد من المفاهيم وإلى تصحيح عدد منها.
ولعل الاكتشافات الأخيرة بأرضية الجامع ستضيف ثقلا وبعدا أخر لواحة بهلا ويبرز مدى أهمية هذه الواحة كإحدى مواقع التراث العالمي فقد تم الكشف مؤخرا وأثناء عملية الترميم عن عدة اكتشافات كان أولها الكشف عن بناء دائري ظهر مطمورا تحت التراب في إحدى زوايا الجامع، ومبني ببالقرميد أو الطوب المحروق وبعد معاينته ومقارنته بنظائر أخرى قليلة له وجد أن البناء يمثل مئذنة أو برجا وقد يكون الاثنان معا، وعثر في أرضية الجامع على صرة تضم مجموعة من العملات الفضية التي يتم تسجيلها لأول مرة حيث ضمت مجموعة كبيرة من العملات النادرة التي سكت زمن الامام الخليل بن شاذان (407هـ - 425هـ) والامام راشد بن سعيد الذي تولى من بعده وعملات أخرى بويهية، ويعتبر كشف العملات هذا ذو أهمية كبيرة حيث يلقي الضوء على تلك الفترة من التأريخ العماني وطبيعة الحياة الاجتماعية والاقتصادية التي كانت سائدة.
وقد توالت الاكتشافات الأثرية بالموقع ففي الجهة الشرقية من الجامع تم الكشف عن وجود مدفن كبير يعود لفترة أم النار منذ الألف الثالث قبل الميلاد، وقد عثر على عدد كبير من أواني الحجر الصابوني المختلفة الأشكال والجرار الفخارية والأحجار الكريمة كالعقيق الأحمر، واحتوى على عدد كبير من الهياكل العظمية المهشمة والتي تظهر أثار الحرق على بعضها، وقد تم شق هذا المدفن في بطن الصخر الجبلي الذي يقوم عليه الجامع والذي بني دون ادراك من قبل منشئيه في تلك الأيام بوجود المدفن في الصخر.
وفي كشف فريد أخر بنفس المسجد كشفت حفريات دائرة التنقيب والدراسات الأثرية بالوزارة عن وجود بقايا جدران لمسجد يقع داخل محيط المسجد الجامع الحالي وتأخذ حوائط المسجد المكتشف نفس اتجاه حوائط المسجد الحالي وأصغر مساحة منه، وفي وسط محيط المسجد المكتشف وجدت بقايا حفر عثر في بعضها على قطع من أخشاب النخيل مما يدلل على أن سقف المسجد المكتشف كان محمولا على أعمدة خشبية من جذوع النخيل وهو ما يعرف بنظام السقيفة الذي كان منتشرا في الفترات المبكرة للإسلام.
وبمقارنة العديد من المعطيات سواء من حيث نوعية الطوب المستخدم في بناء المسجد المكتشف الذي كان من نوعية طوب أستخدم في الفترات المبكرة للإسلام أو من حيث الطريقة الانشائية له ومن خلال الكتابات التي تملأ الحوائط والأعمدة بالمسجد الحالي وكذلك التواريخ النادرة التي تحملها العملات المكتشفة وبالربط بين جميع هذه المعطيات يتضح أن المسجد المكتشف يعود للفترة الإسلامية المبكرة فيما كان إنشاء المسجد الحالي الواقع تحت الترميم قبل حوالي الف عام من الآن، وبصورة عامة فان الموقع الذي بني عليه الجامع يعود إلى الالف الثالثة قبل الميلاد.
تميزت بهلا أيضا بصناعة الفخار التي راجت رواجا كبيرا في الأزمنة القديمة وتعتبر واحة بهلا مركزا من مراكز صناعة الفخار منذ القدم ووجد فخار بهلا انتشارا واسع النطاق لدرجة أن الأثريين حددوا له تقنية خاصة عرفت بتقنية فخار بهلا تمييزاً له عن باقي أنواع الفخار المنتشر في عمان سواءً المحلي منه أو المستورد، وأصبح فخار بهلا مجالا للمقارنة ويتخذ الأثريون من تتبع انتشار الفخار وسيلة لمعرفة الصلات الحضارية بين المراكز الحضارية القديمة، ولا تزال هذه الصناعة قائمة في بهلا حتى وقتنا الحاضر وتعتبر صناعة الفخار في واحة بهلا من أندر الأماكن التي بقيت صناعة الفخار محافظة بها على نمطها وطابعها الأصيل منذ الفترة الإسلامية الأولى وحتى يومنا الحاضر ولعل هذه الميزة من المميزات الفريدة التي تثري أهمية هذه الواحة.
وينتشر ببهلا عدد من الأفلاج والعيون إلا أن فلج الميثاء يعد أكبرها وأشهرها جميعا ولا يعرف تأريخ لإنشائه، ويبلغ عدد الأفلاج في مدينة بهلا وفي القرى التابعة لها (73) فلجا تقريبا منها ما اندثر ومنها ما زال باقيا، هذا غير العيون المائية.

## سوق الواحة التقليدي
تحتوي واحة بهلا وبحكم موقعها الاستراتيجي أحد أهم الأسواق التقليدية القديمة التي بقيت محافظة على نشاطها وعلى أسلوبها المعماري الفريد الموجودة بمجموعة من ولايات السلطنة، وسوق بهلا عبارة عن مجموعة من المحلات المتراصة في هيئة طوابير مشكلة سككا مسقفة بالأخشاب، تجعل الزائر يستشعر أسواق الشرق القديمة التي يندر وجودها حاليا، وتوجد به العديد من محلات الحرف التقليدية التي يمارسها أهل الواحة كالحدادة ودباغة الجلود والنسيج ويضم سوق بهلا محلا لصباغة الملابس وهي أحد أندر الصناعات التي لا تزال قائمة بالواحة وبالسلطنة عموما والتي ترتبط بها صناعة النيلة، وهنالك الصناعات الفضية، ومحلات بيع البهارات والحبوب التي تضفي الجمالية والخصوصية لمثل هذه النوعية من الأسواق الشرقية، وتقام في وسطه حلقة بيع الأغنام صباح كل يوم، ويتحكم بالسوق 4 أبواب رئيسية كبيرة وباب أخر صغير ولا يزال هذا السوق محتفظا بنظامه القديم في الإدارة والتنظيم والتشريعات القانونية التي تشرف عليها وزراة الأوقاف والشؤون الدينية العمانية باعتبار سوق بهلا وقفا عاما.

## معرض صور

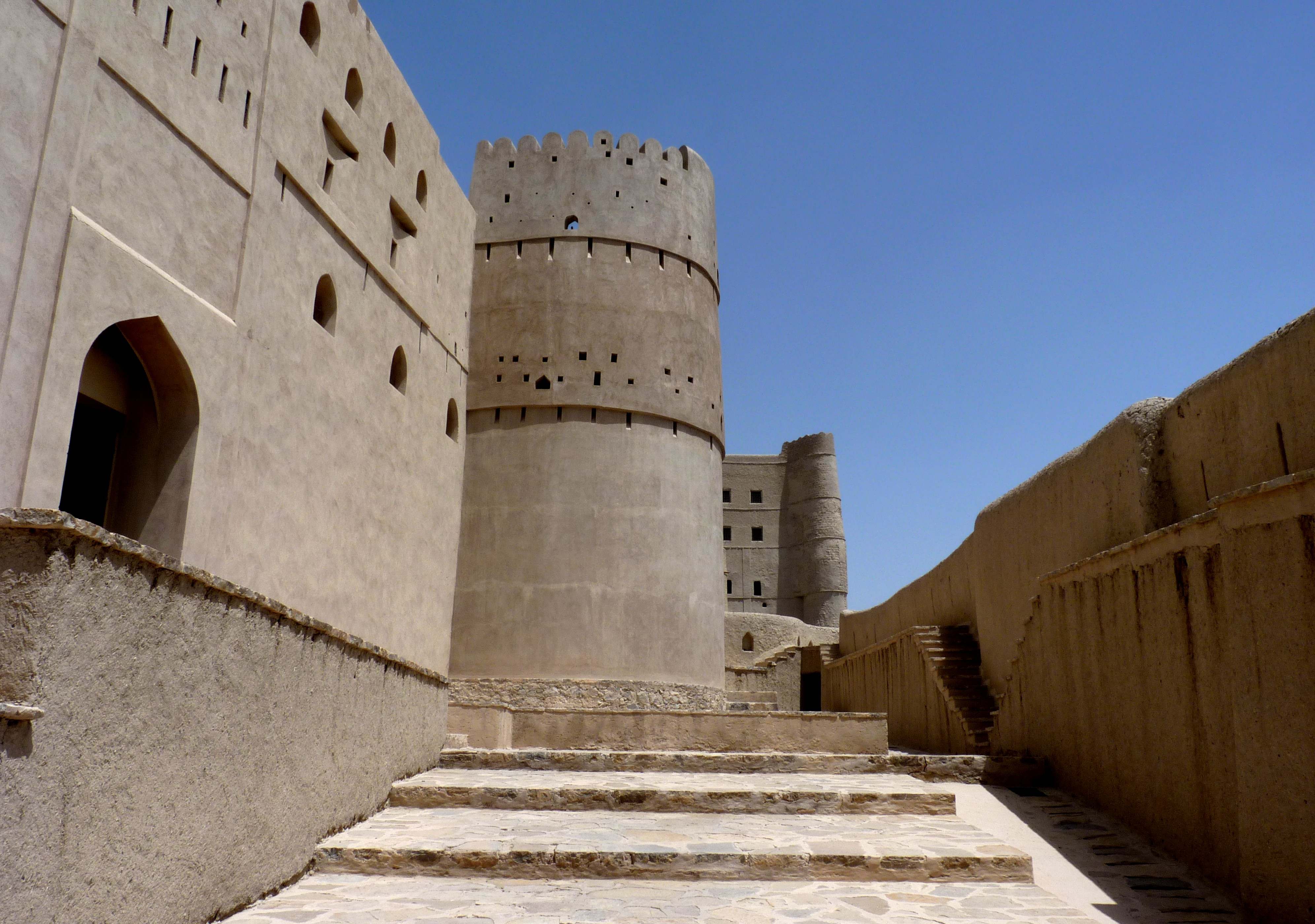
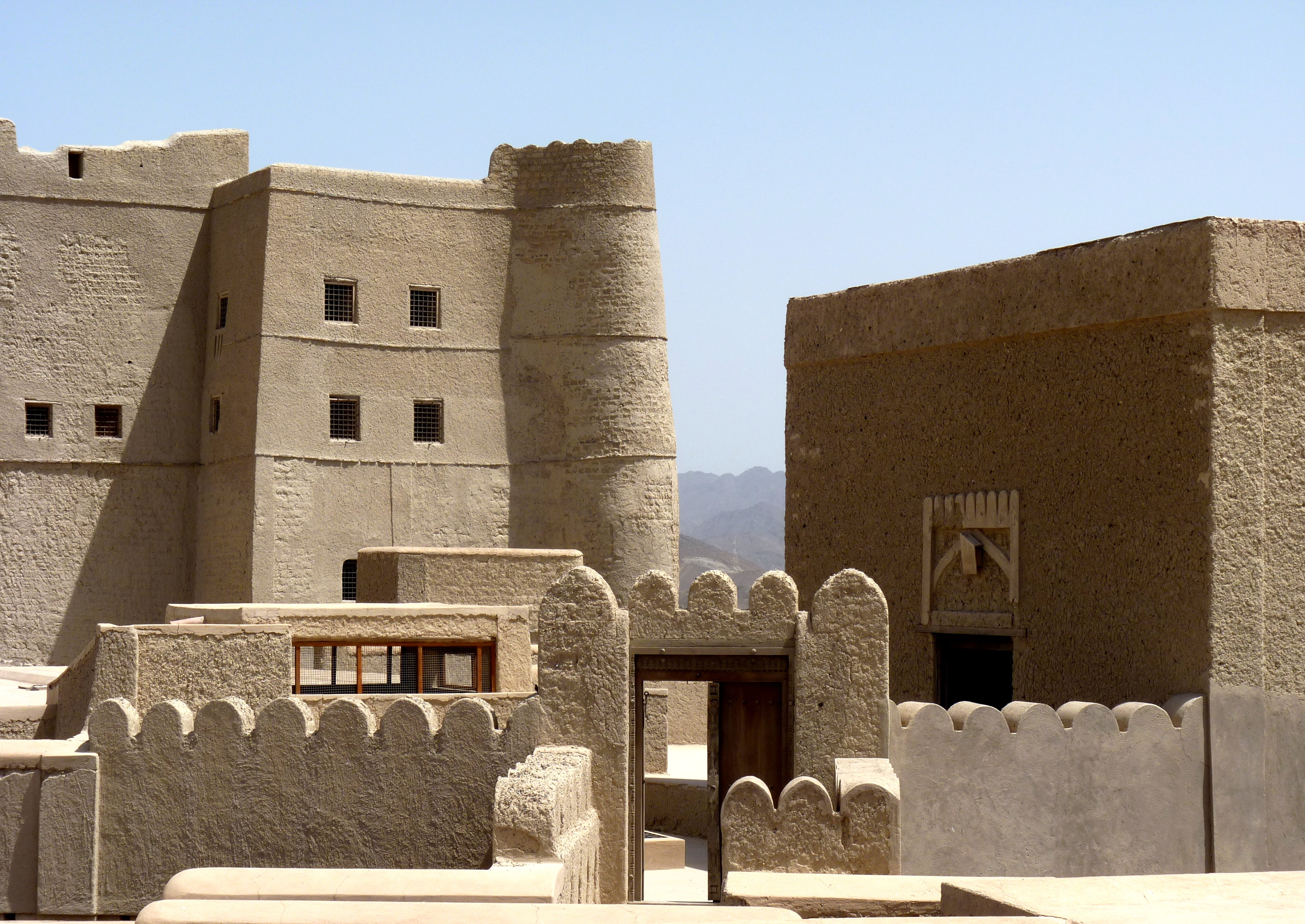
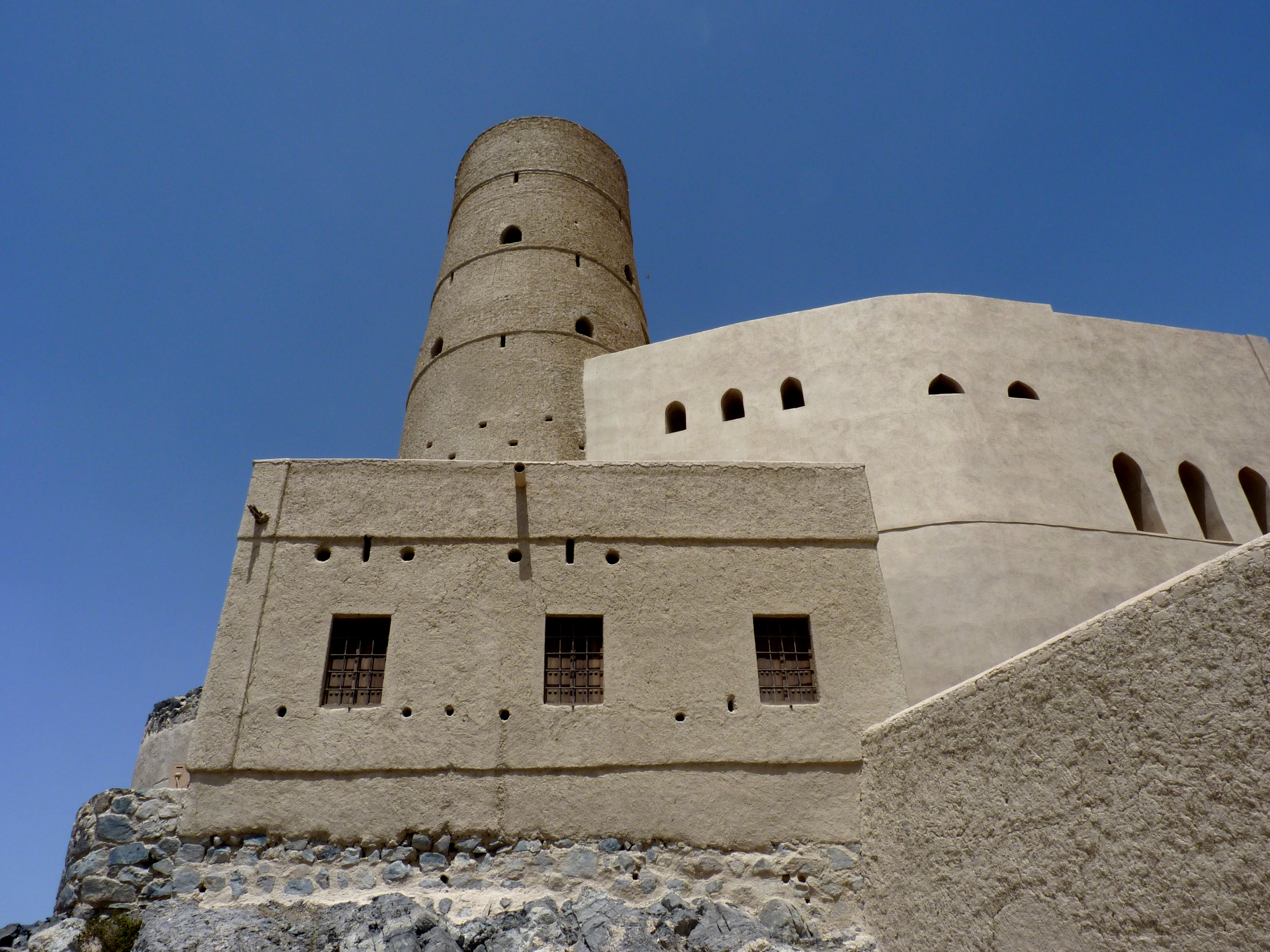
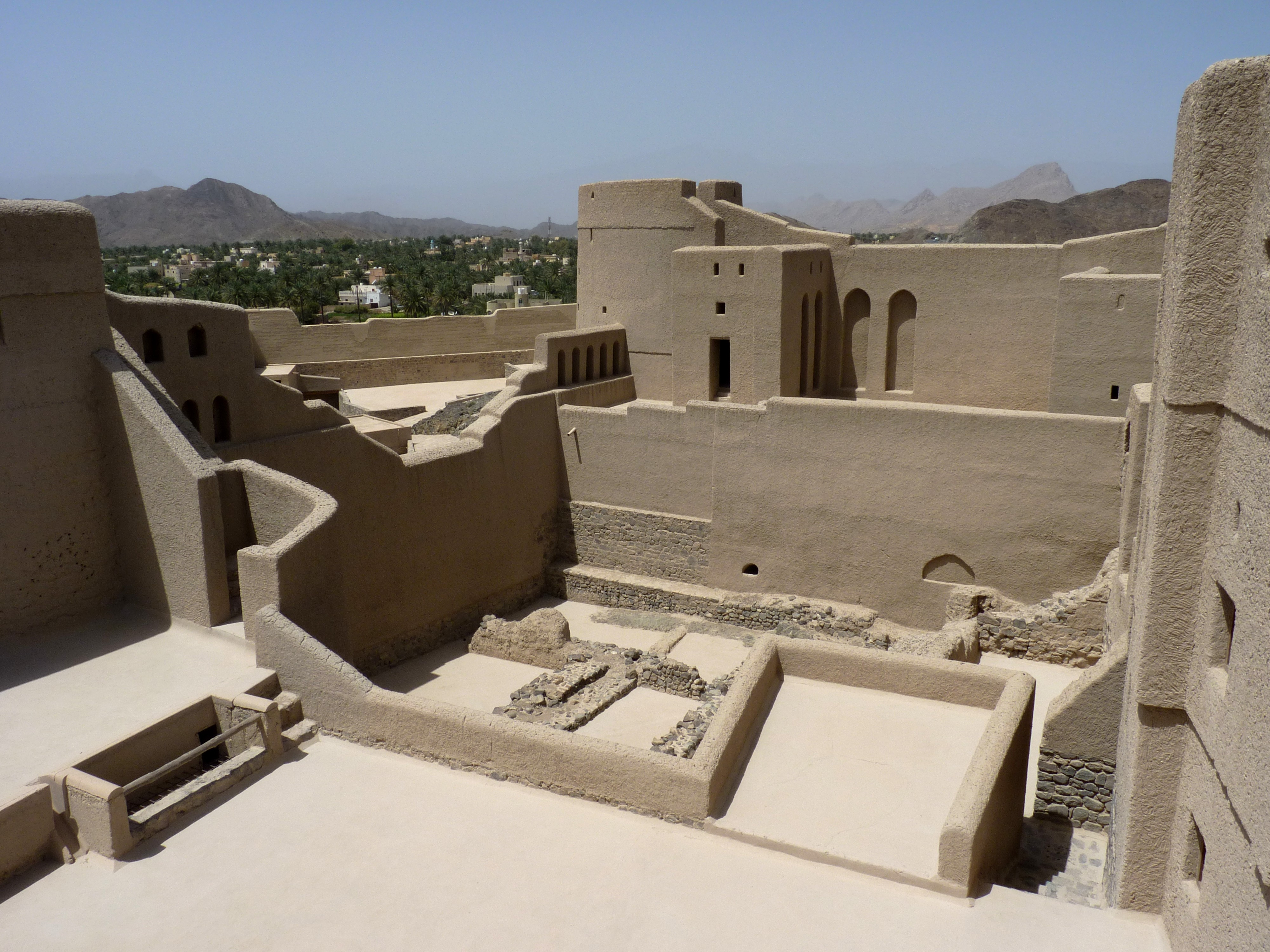
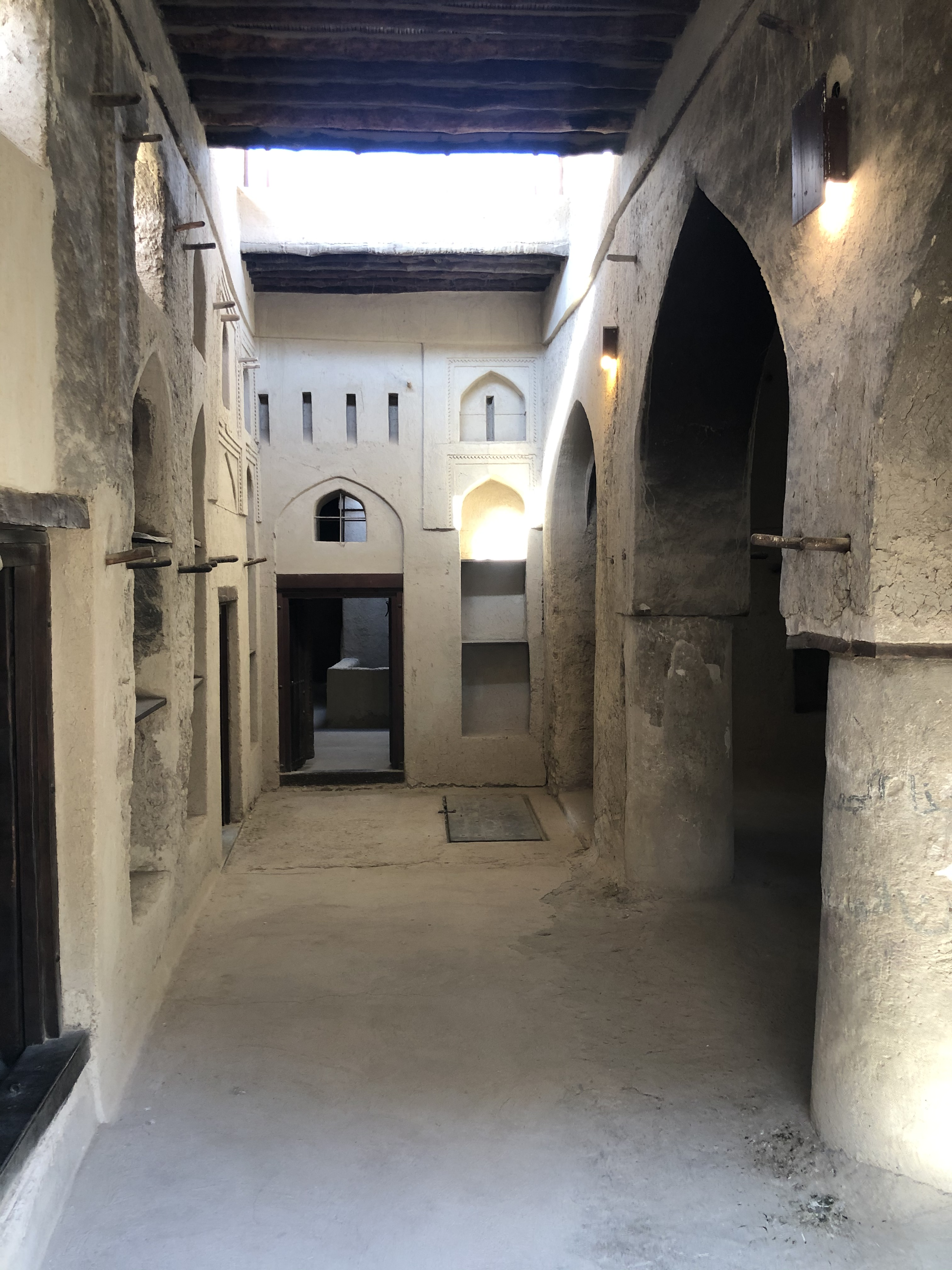
جامع بهلا القديم